# Viita
Viita – wieś w Estonii, w prowincji Hiuma, w gminie Kõrgessaare.
W 2012 roku wieś liczyła 5 mieszkańców; w październiku 2010 – 4, w grudniu 2009 – 4.